# Ignaz Stolz (pittore 1840)
Ignaz Stolz, spesso indicato come Ignaz Stolz il vecchio (Ignaz Stolz der Ältere) o senior per distinguerlo dall'omonimo figlio (Termeno, 23 gennaio 1840 – Bolzano, 10 settembre 1907), è stato un decoratore e pittore austriaco.
Ebbe una formazione professionale da imbianchino e dopo gli anni di apprendistato itinerante, nel 1864 si stabilì a Bolzano, dove aprì una fiorente bottega di decoratore. Realizzò le pitture di scena per il teatro civico, ma anche una Via Crucis di grande formato per la parrocchiale di San Genesio Atesino.
Stolz fu anche pittore di discreto successo, sebbene autodidatta, in patria, in Germania e in America. I suoi quadri rappresentavano paesaggi romantici, ma anche nature morte e immagini popolari.
I figli Ignaz, Albert e Rudolf furono tutti e tre a loro volta pittori.